# 陆文荣
陆文荣（？—），男，浙江萧山人，中国道士、企业家，现任中国道教协会副会长，海南省道教协会会长，海南玉蟾宫管委会主任。